# エルヴィン・ニレジハジ

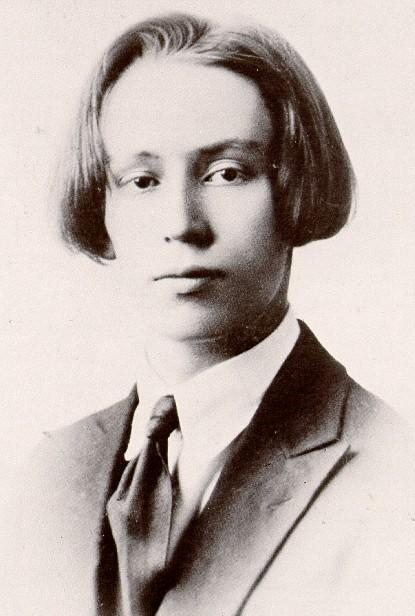
1915-1925年頃

エルヴィン・ニレジハージ（ニーレジハーズィ・エルヴィン）（Ervin NyiregyháziあるいはErvin Nyíregyházi, 1903年1月19日 - 1987年4月8日）は、ハンガリーのブダペストに生まれ、アメリカのロサンゼルスで死んだピアニスト・作曲家である。ニレジハジという表記のほか、アーヴィン・ニアレジハアジーと表記されることもあった。姓に含まれる長母音は1つ（Nyiregyházi）ではなく2つ（Nyíregyházi）とされる場合もある。長音記号なしの自署も現存している。ファーストネームもアルヴィン、アーウィン、エルヴィンなどと表記される。

## 生涯

### 出生
両親共にユダヤ人で、本来の苗字はフリート(Fried)。2歳で作曲を始めた。幼い頃からモーツァルトにも比すべき音楽的神童として注目を浴び、レーヴェース・ゲーザのいるアムステルダム心理学研究所から研究の題材にされた経歴の持ち主である。驚異的な暗譜能力があり、一度聴いた曲は何年経っても完璧に演奏する類まれな才能に恵まれていた。
しかし両親は彼を甘やかし放題に甘やかした。たとえば幼い頃、彼は食事の際に自らナイフやフォークを持ったことがなかった。使用人がナイフで切って口に運んでくれたからである。俗事に煩わされることがないように、との両親の配慮だった。

### デビュー
1910年、リスト音楽アカデミーに入学。レオ・ウェイネル他に理論を、イシュトヴァーン・トマーンにピアノを学ぶ。1914年、家族とともにベルリンに移住し、エルンスト・フォン・ドホナーニに師事。1915年、ベルリン・フィルハーモニー管弦楽団と共演しドイツにデビュー。1916年から、リストの直弟子フレデリック・ラモンドに師事した。1920年、17歳のときにカーネギー・ホールでデビュー。これは当時、カーネギー・ホールで演奏した芸術家としては史上最年少記録だった。
数年は演奏活動を行っていたが、音楽産業のペースに乗れず、楽壇から遠ざかり、ハリウッドで映画のピアニストをしていた時期もある。
1930年代から人目を避けるようになり、隠遁生活に突入した。音楽界にはびこる商業主義への嫌悪が昂じたためと言われている。長ずるに及び、彼は自分の世話もできない大人に成り果てた。金銭管理能力の欠如が主たる原因である。貧窮のあまりピアノすら手離すことを余儀なくされ、路傍で寝る生活にまで落ちぶれた。

### 再デビュー
1972年に入ると、重病の9番目の妻の治療費を稼ぐために活動を突如再開する。ニレジハージのテクニックは衰えており、まともに和音の打鍵すらままならぬ状態であったが、少しずつその様式を評価するファンも現れ、数十年ぶりに演奏活動が波に乗った。彼の演奏は若いころと比べて衰えており、その衰えた演奏を聴いたウラジミール・アシュケナージは酷評した。しかし、彼が手掛けた作曲家の中にはエミール＝ロベール・ブランシェ（Émile-Robert Blanchet）の作品も含まれており、彼が弾いたことで新たに注目される作曲家が現れた。一説にはアルカンの作品がアメリカでリバイバルを果たしたのも、ニレジハージの演奏がきっかけとなったとさえいわれている。

### 来日
1978年春までに数枚のレコード録音を行なったが、その後、再び行方不明となった。1980年、日本のファンが居場所を突き止め、1980年と1982年に来日し、演奏会を開いている。死後、彼の作曲した全作品（1000曲を超える）の楽譜が遺族によって高崎芸術短期大学に寄贈され、同大学内の日本ニレジハージ協会によって校訂が進められていた。しかし、同校の後身である創造学園大学が2013年に閉校となったため、日本ニレジハージ協会も事実上活動停止に追い込まれた。2016年6月に英国の音楽レーベルSonetto Classicsの代表者である澤渡朋之が創造学園大学のニレジハージ関連資料を譲り受け、管理にあたっている。

## 作品
残されているものだけでも数百曲以上を遺したが、ほとんどが出版されていない。

## 音源
- Ervin Nyíregyházi plays Liszt "Mazeppa"